# ABSズームアップ
『ABSズームアップ』（エービーエスズームアップ）は、秋田放送で放送されていたミニ番組である。

## 概要
内容は、番組宣伝やABS主催のイベントの告知などが主体だった。
番組タイトルに「ズームアップ」を冠しているが、かつてTBS系列で放送された『ビジネスズームアップ』とは無関係である。また、オープニングとエンディングで表示の番組タイトルは「ABSズームUP」と記されていた。ただし、地上デジタル放送のEPGでは、直前の時間帯に放送される番組のタイトルが表示される場合があった。

## 放送時間
特別番組などの編成によって、放送時間が変更もしくは放送そのものが休止になることがあった。
- 月曜 11:20 - 11:25
- 月曜 - 水曜 24:28 - 24:34
- 木曜 24:38 - 24:43
- 土曜 13:55 - 14:00
- 日曜 11:25 - 11:30 / 12:55 - 13:00